# Бандай-Асахи (национальный парк)
Банда́й-Аса́хи (яп. 磐梯朝日国立公園 Бандай Асахи кокурицу ко:эн) — национальный парк в горах Оу, в северной части острова Хонсю (Япония). Представляет собой четыре отдельных участка, расположенных в смежных районах префектур Ямагата, Фукусима и Ниигата.
Национальный парк был основан в 1950 году на площади более 18 600 га для охраны ландшафтов вулканического массива, покрытого широколиственными, смешанными и хвойными лесами. Вершины заняты лугами и зарослями кустарников. На территории парка находятся озёра, ущелья, лощины, которые служат кровом для многочисленных обитателей: японского макака, белогрудого медведя, японского серау. Северный район гор Асахи известен отвесными гранитными скалами. Здесь обитают ручные японские антилопы, медведи и летающие белки.
К северу от гор Асахи находятся три горы хребта Дэва (Гассан, Юдоносан и Хагуросан). К югу от Асахи расположены горы Иидэ, склоны которых покрыты лесами из японского бука. Южнее находится вулкан Бандай высотой 1819 м, к югу от него располагается озеро Инавасиро, окружённое активными вулканическими конусами. Впадина озера образовалась при грандиозном взрыве в I веке н. э. В 1888 году здесь произошёл взрыв, благодаря которому образовался кратер диаметром 2 км.